# Whipping Post
Whipping Post è un brano musicale del gruppo rock statunitense The Allman Brothers Band. Composta da Gregg Allman, la versione in studio della canzone apparve nell'album di debutto della band The Allman Brothers Band nel 1969. La versione più celebre del pezzo è comunque quella dal vivo presente nel doppio album At Fillmore East (1971) in versione molto più lunga (oltre 22 minuti) e piena di improvvisazioni strumentali sotto forma di jam session. Proprio quest'ultima versione è quella selezionata per l'inclusione nella classifica della Rock and Roll Hall of Fame "500 canzoni che hanno formato il rock and roll" e nella lista relativa alle 500 migliori canzoni di sempre redatta dalla rivista Rolling Stone.
Nel 2007 l'assolo di chitarra presente all'interno di Whipping Post  è stato inserito alla posizione 86 nella classifica dei 100 migliori assoli di sempre dalla rivista Guitar World.

## Il brano

### Composizione e versione in studio

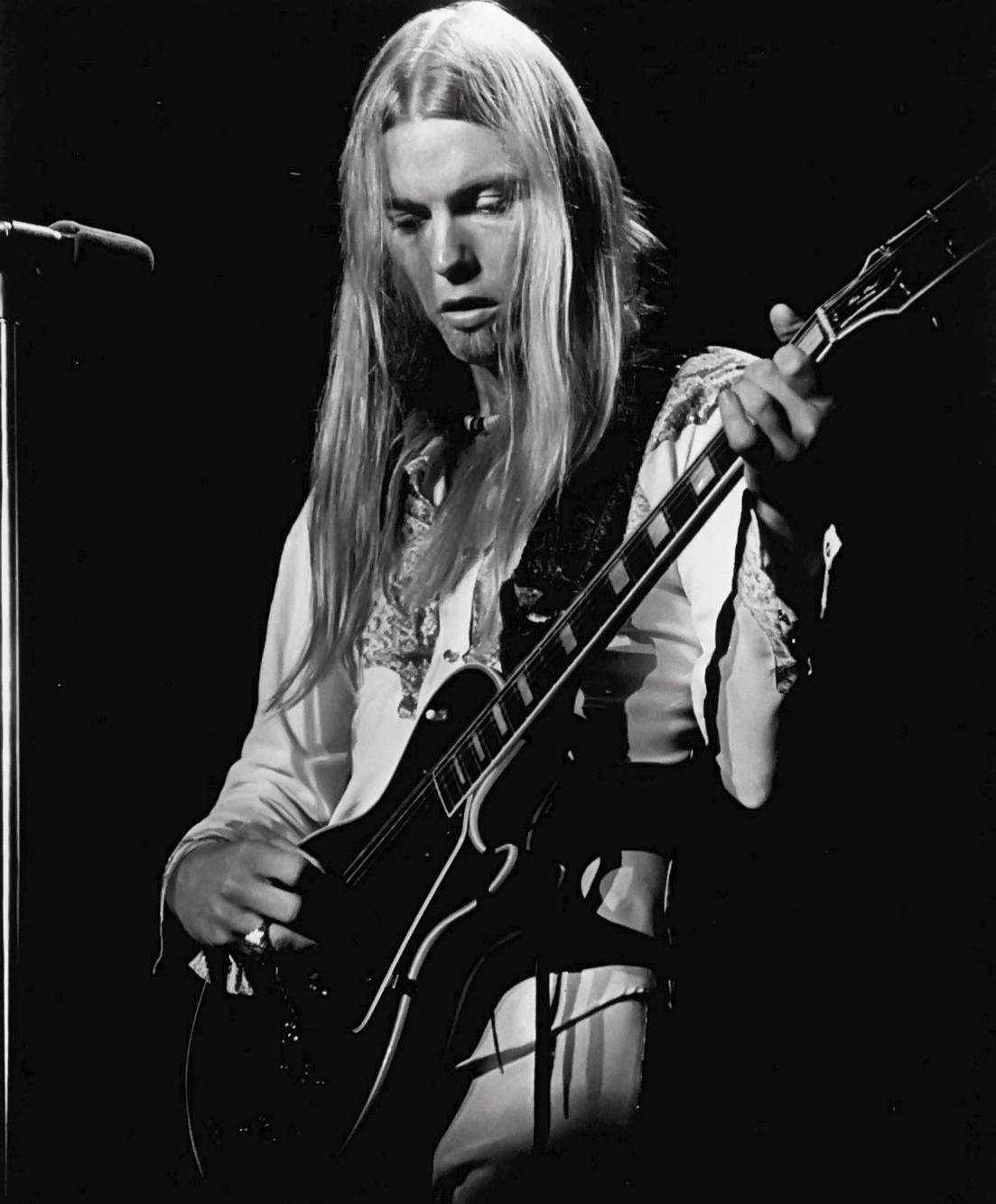
Gregg Allman

Gregg Allman aveva 21 anni quando la canzone venne incisa per la prima volta in studio. La composizione del brano risaliva alla fine del marzo 1969, quando la Allman Brothers Band si formò. Gregg non era riuscito a sfondare da solista nel mondo della musica a Los Angeles negli anni sessanta, ed era sul punto di abbandonare la carriera di musicista quando suo fratello Duane Allman lo chiamò chiedendogli di entrare a far parte della band che stava mettendo in piedi. Gregg portò in dote al gruppo 22 canzoni da lui scritte, ma soltanto Dreams e It's Not My Cross to Bear furono reputate all'altezza. Quindi Gregg, come unico songwriter del gruppo, compose altre canzoni appositamente per la nuova band, tra le quali Whipping Post.
La difficoltà nell'affermarsi nel mondo del music business incontrate da Gregg fornirono l'ispirazione tematica principale per la nuova canzone, che venne composta velocemente come raccontò lo stesso Gregg Allman: «Venne fuori così veloce. Non ebbi neanche il tempo di prendere un foglio di carta. È questo il modo nel quale escono le canzoni migliori — ti colpiscono all'improvviso come una tonnellata di mattoni».
Musicalmente, la composizione è immediatamente riconoscibile per l'utilizzo di un tempo in 11/4 nell'introduzione (alle volte indicato 11/8).
La versione originale di Whipping Post fu incisa per l'inclusione nel disco The Allman Brothers Band, il 7 agosto 1969, agli Atlantic Recording Studios di New York. Adrian Barber fu il produttore della seduta, e la band impiegò tutta la durata della sessione per registrare il pezzo. L'album venne pubblicato il 4 novembre 1969, ma vendette poche copie, arrancando a malapena sul fondo della classifica Billboard 200.

### Versione liveAt Fillmore East

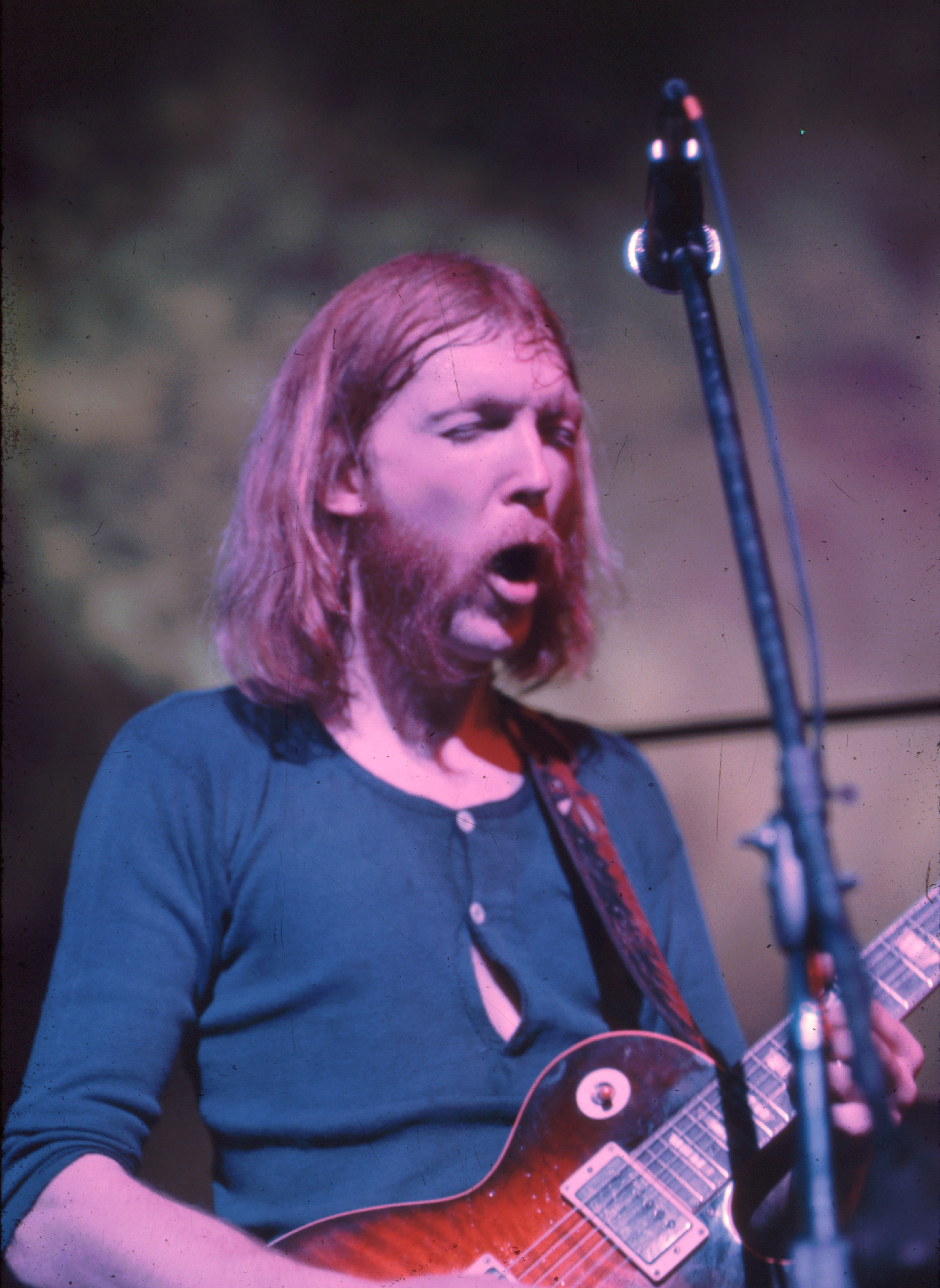
Duane Allman al Fillmore East nel 1971

Like I been tied to the whipping post!

TIED to the whipping post!

TIED to the whipping post!

Good Lord, I feel like I'm dyin'...»
(Whipping Post, Allman Brothers Band)
La celebre versione dal vivo di Whipping Post venne registrata nel famoso Fillmore East di New York nel corso del secondo concerto tenuto dalla band nel locale, il 13 marzo 1971.
Il cantato si dipana lungo tutti i 22 minuti di durata della canzone, inframezzato da lunghi passaggi strumentali. Strofe, ritornello e assoli sono in tempo 6/4, mentre gli interludi immediatamente dopo le parti vocali sono in 11/4.
Duane Allman esegue un assolo di chitarra dopo il primo break strofa-ritornello, suonando la chitarra slide in una serie di crescendo furiosi con sullo sfondo il caratteristico accompagnamento percussivo della band, aumentato d'intensità dalla chitarra ritmica suonata da Betts. Gregg Allman ricomincia a cantare la seconda strofa dopo quasi cinque minuti e mezzo, per poi lasciare campo agli assoli di Betts e Duane (questa volta alla chitarra ritmica).
Betts suona in stile jazz, mentre Oakley delle linee di basso molto melodiche, con Duane Allman a fornire il contrappunto e occasionali incursioni dell'organo di Gregg Allman a completare il tutto. Alla fine dopo 15 minuti di improvvisazioni continue vi è una ripresa dell'introduzione e, a opera di Oakley, una serie di crescendo chitarristici a due, culminanti nella terza parte cantata da Gregg Allman, lasciata però in sospeso. Ancora, Betts suona un frammento di Fra Martino nuovamente accompagnato da Duane alla slide guitar, mentre la sezione ritmica si prende la scena. Al minuto 21, Gregg Allman torna per eseguire la quarta e ultima strofa, cantando: «Oh, I'm so tired... oh so tired... » completando il tutto con l'esclamazione finale: «Lord don't you know, that I feel, Oh like, like I'm dyin'... »

### Accoglienza
Nonostante la lunghezza, la versione dal vivo di Whipping Post ebbe frequenti passaggi radio da parte di stazioni radiofoniche che trasmettevano musica progressive rock durante l'inizio degli anni settanta. Tale esposizione mediatica rese Whipping Post una delle canzoni più famose della band, favorendo anche le vendite dell'LP At Fillmore East e la sua reputazione di "miglior disco rock dal vivo".
Il brano acquisì inoltre un ulteriore "status mitico" ai concerti rock degli anni settanta, quando il pubblico prese l'abitudine di urlare a gran voce, tra il serio e il faceto, la richiesta: «Whipping Post!» anche a concerti di altri artisti che nulla avevano in comune con gli Allman.

## Formazione
- Gregg Allman - organo hammond B3, piano, chitarra, voce
- Duane Allman - chitarra, chitarra slide
- Dickey Betts - chitarra
- Berry Oakley - Basso
- Butch Trucks - batteria, percussioni
- Jai Johanny Johanson "Jaimoe" - batteria

## Cover

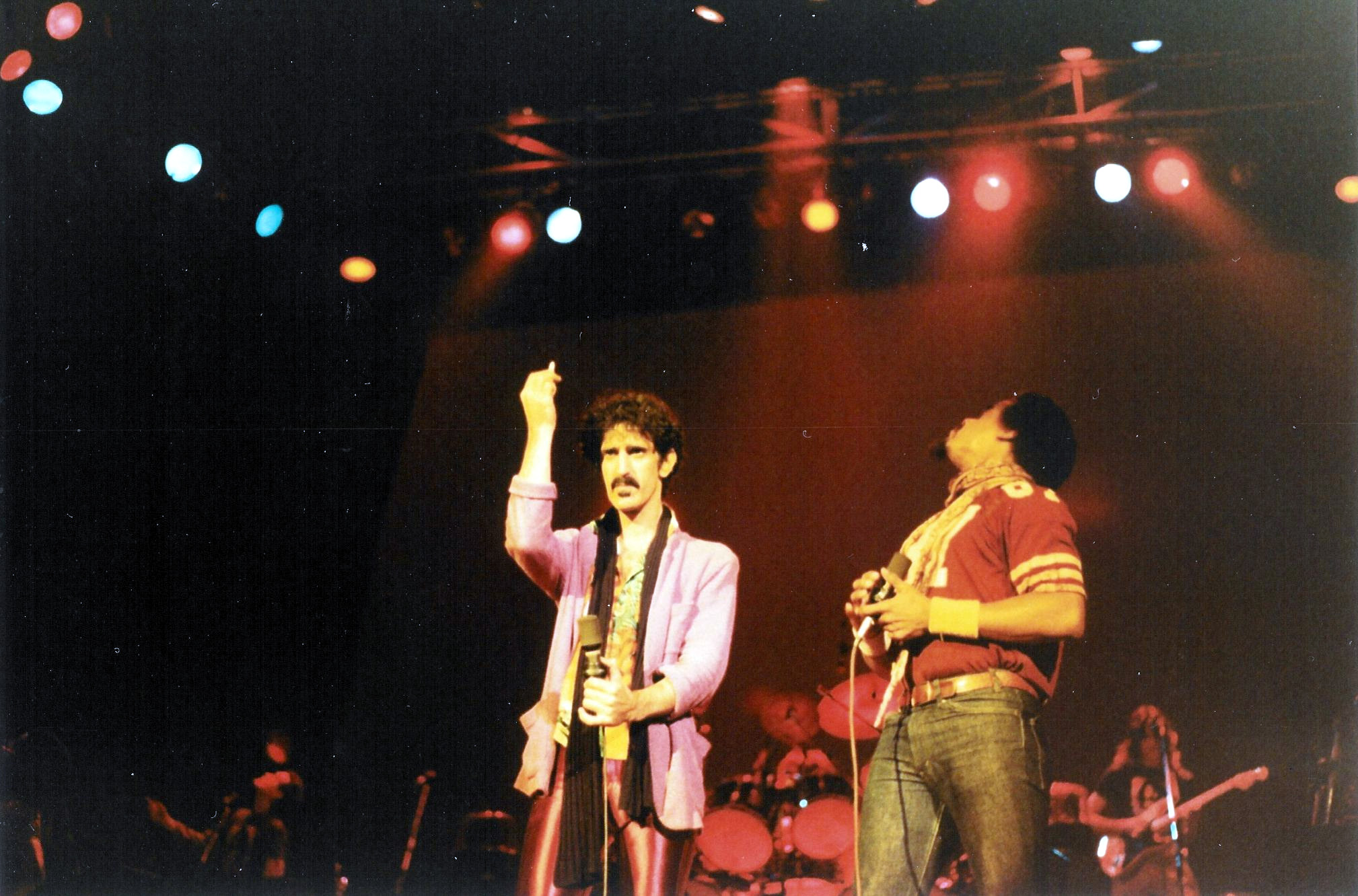
Frank Zappa nel 1980

- Nel 1974 durante un concerto a Helsinki, in Finlandia, uno spettatore ubriaco disturbò ripetutamente l'esibizione di Frank Zappa urlandogli a squarciagola di suonare Whipping Post. Zappa rispose suonando una versione southern rock della sua canzone Montana.[18][19] L'episodio venne catturato su nastro nell'album dal vivo You Can't Do That on Stage Anymore, Vol. 2, pubblicato nel 1988. Nel 1981 il gruppo di Zappa aggiunse al proprio repertorio Whipping Post, dato che il nuovo tastierista e cantante della band Bobby Martin conosceva bene la canzone.[19] Zappa incise una versione in studio del brano e la incluse nel suo disco del 1984 Them or Us; una versione live della canzone (con alla chitarra solista il figlio di Frank, Dweezil Zappa), venne pubblicata nel 1986 sull'album Does Humor Belong in Music? e nel video associato.
- Genya Ravan reinterpretò il brano nel suo album del 1974 Goldie Zelkowitz,[20] e la sua interpretazione venne in seguito campionata da Jay-Z nella canzone Oh My God inclusa nel suo album Kingdom Come del 2006.[20]